# Drugstore (programma televisivo)
Drugstore era un programma televisivo italiano di genere rotocalco andato in onda nel 2012 a partire dal 18 aprile, il mercoledì alle 22:30 circa su Rai Movie. La trasmissione, condotta da Miriam Leone, era dedicata al mondo del cinema, della cultura digitale, della fotografia, della pubblicità, della musica e dei fumetti.

## Il programma
Il programma è trasmesso da Rai Movie, canale tematico RAI del digitale terrestre (aree switch off) e/o della piattaforma satellitare Tivùsat, ed aveva una durata di trenta minuti circa a puntata.
La trasmissione tratta dell'immaginario contemporaneo visto attraverso la lente dei nuovi media, con particolare attenzione all'industria e alla cultura cinematografica italiana. Come in un virtuale red carpet, la conduttrice Miriam Leone accompagna gli spettatori sui set dei film in lavorazione, con interviste a grandi star e celebri registi. Si occupa anche di videogiochi ed è vicino alle forme innovative d'arte digitale. Altri argomenti trattati sono i comics, la fotografia, la contaminazione dei linguaggi e le nuove frontiere della produzione audiovisiva e multimediale. Inoltre vi è una Top five dei film in uscita, sia nelle sale che in home video, con un occhio sempre attento alla scena internazionale, da Los Angeles ad Hong Kong, da Cannes a Tokyo.
Nel cast sono presenti anche Gianni Ippoliti e Joe Violanti. Il primo guida la sua originale rubrica Ma vattene al cinema, la quale raccoglie le opinioni del pubblico sui film, fuori dalle sale cinematografiche. Il secondo in veste di coautore del programma e voce delle rubriche Top five e Errori al cinema.
Il programma nel 2013 si rinnova prendendo il titolo Movie Drugstore, altra trasmissione in onda su Rai Movie.